# Batalla de Yique
La batalla de Yique (伊阙之战) 293 aEC, va ser una disputa militar del Rei Zhaoxiang de Qin contra l'aliança de Wei (魏) i Han (韩) a Yique (ara Longmen, ciutat de Luoyang, província Henan). El comandant de Qin era el general Bai Qi. Amb la meitat de la força de l'aliança, l'exèrcit de Bai Qi va prendre les fortaleses de l'aliança d'una en una.

## Antecedents
Pel 294 aC, el regne de Qin s'havia convertit en una potència militar important a la Xina. El seu primer pas de conquesta s'inicià amb els regnes propers de Wei (xinès tradicional: 魏, xinès simplificat: 魏, pinyin: Wèi) i Han (xinès tradicional: 韓, xinès simplificat: 韩, pinyin: Hán). Wei i Han n'havien estat enemics per molts anys, i no pararen molt d'esment a Qin. En el 294 aC Qin, sota el General Bai Qi (xinès tradicional: 白起, xinès simplificat: 白起, pinyin: Bái Qǐ), va atacar a Han i va prendre una important fortalesa. Wei i Han es van adonar de la força de Qin, i va unir forces per aturar les conquestes de Qin.

## La batalla
La batalla va acabar amb la captura del general de l'aliança Gongsun Xi (公孙喜)， 240.000 víctimes en el costat de l'aliança i la captura de cinc ciutats Han i Wei incloent Yique.

## Conseqüències
Després de la batalla, Han i Wei es van veure obligats a cedir territori per garantir la pau.